# Ray Clemence
Raymond Neal Clemence, MBE (ur. 5 sierpnia 1948 w Skegness, zm. 15 listopada 2020 w Corby) – angielski piłkarz występujący na pozycji bramkarza, a następnie trener piłkarski.

## Życiorys

### Kariera klubowa
Karierę zawodową rozpoczął w 1965 w zespole Scunthorpe United z Third Division. W ciągu dwóch lat rozegrał tam 48 ligowych spotkań. 1 lipca 1965 trafił do Notts County. W 1967 trafił do Liverpoolu z First Division. W tych rozgrywkach zadebiutował jednak dopiero 31 stycznia 1970 w wygranym 1:0 meczu z Nottingham Forest. W Liverpoolu spędził 14 lat. W tym czasie zdobył z zespołem pięć mistrzostw Anglii (1973, 1976, 1977, 1979, 1980), trzy Puchary Mistrzów (1977, 1978, 1981), dwa Puchary UEFA (1973, 1976), Superpuchar Europy (1977), Puchar Anglii (1974) oraz Puchar Ligi Angielskiej (1981).
W 1981 odszedł do Tottenhamu Hotspur, również z First Division. Pierwszy ligowy mecz zaliczył tam 29 sierpnia 1981 przeciwko Middlesbrough (3:1). W 1982 z tym klubem zdobył Puchar Anglii, a w 1984 wygrał rozgrywki Pucharu UEFA. W Tottenhamie występował przez siedem lat. Łącznie rozegrał tam 240 spotkań. W 1988 zakończył karierę.

### Kariera reprezentacyjna
W reprezentacji Anglii zadebiutował 15 listopada 1972 w wygranym 1:0 meczu eliminacji mistrzostw świata 1974 z Walią. W 1980 został powołany do kadry na mistrzostwa Europy. Zagrał na nich w pojedynkach z Belgią (1:1) oraz Hiszpanią (2:1). Z turnieju Anglia odpadła po fazie grupowej.
W 1982 znalazł się w kadrze na mistrzostwa świata. Nie wystąpił jednak na w żadnym meczu. Mundial Anglia zakończyła na drugiej rundzie. W latach 1972–1983 w drużynie narodowej rozegrał w sumie 63 spotkania.

### Kariera trenerska
Po zakończeniu kariery piłkarskiej został trenerem. W latach 1992–1993 wraz z Dougiem Livemore prowadził ekipę Tottenhamu Hotspur. Potem był szkoleniowcem zespołu Barnet, gdzie pracował od 1994 do 1996.

### Śmierć
Zmarł po tym, gdy w 2005 roku wykryto u niego raka prostaty.